# Asociación Nacional del Rifle

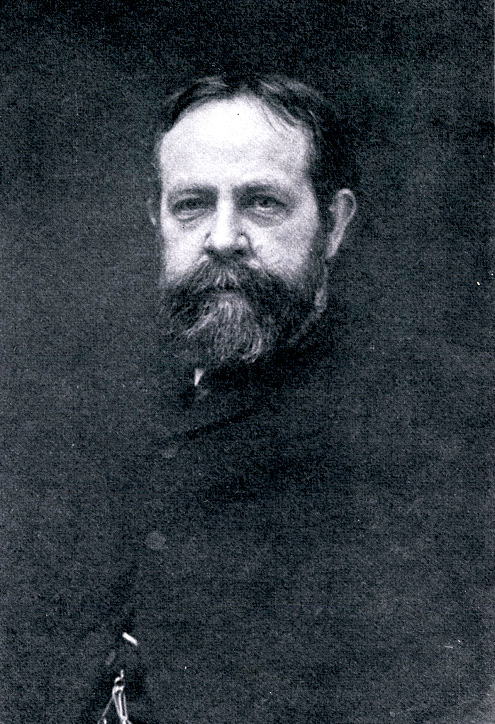
William Conant Church, uno de los fundadores de la NRA.

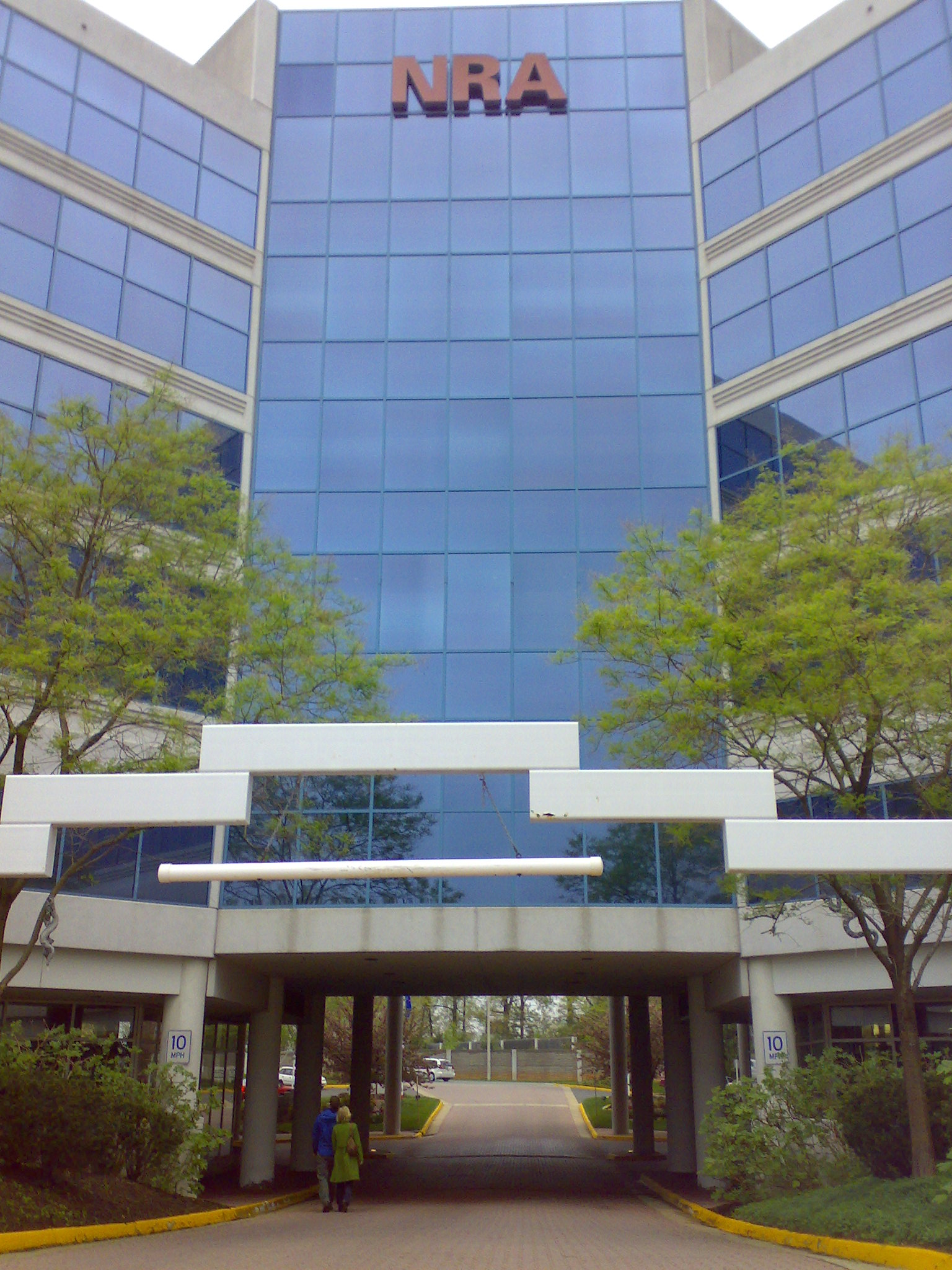
Sede central de la NRA en Fairfax, Virginia.

La Asociación Nacional del Rifle  (NRA; en inglés: National Rifle Association of America) es una organización estadounidense cuyo fin es la defensa del derecho a poseer armas tanto para la defensa personal como para actividades recreativas. Se fundó en Nueva York en 1871, por lo que se considera la organización de derechos civiles más antigua de los Estados Unidos. El club posee 5 millones de socios.
El actor Charlton Heston fue presidente de la NRA hasta 2003. Su actual presidente es Charles L. Cotton. Su principal objetivo es proteger la Segunda Enmienda de la Constitución de los Estados Unidos de América, que reconoce el derecho de poseer y portar armas.

## Miembros destacados
- John Wayne †, actor
- Charlton Heston †, actor.
- Sarah Palin, política republicana. Gobernadora de Alaska entre 2006 y 2009 y candidata a la vicepresidencia de Estados Unidos en 2008.[2]
- Donald Trump, presidente de los Estados Unidos